# Ескуинтла
Ескуинтла (на испански: Escuintla) е град в департамент Ескуинтла, Гватемала. Населението на града през 2002 година е 86 678 души.